# Aly Diouara
Aly Diouara, né le 1er mars 1987 à La Courneuve, est un homme politique franco-gambien, élu député de la Seine-Saint-Denis en 2024.
Il est le fondateur et président de l'association La Seine-Saint-Denis au Cœur ! (SSDAC), au nom de laquelle il est candidat divers gauche aux élections départementales de 2021 dans le canton de la Courneuve, puis candidat divers aux élections législatives de 2022 dans la 4e circonscription de la Seine-Saint-Denis.
En 2024, investi par La France insoumise (LFI) qui refuse l'investiture à la députée sortante Raquel Garrido, il est élu député de la 5e circonscription de la Seine-Saint-Denis. Il siège à la commission des Affaires culturelles et de l'Éducation.

## Biographie

### Jeunesse
Aly Diouara est né le 1er mars 1987 à La Courneuve, dans le département de la Seine-Saint-Denis. Il grandit au sein de la cité des 4000.

### Activité professionnelle
Après avoir travaillé à la Ville de Bobigny jusque 2020, il est fonctionnaire territorial à la Ville de Drancy,. Franco-gambien, il est animateur de plusieurs associations à La Courneuve. Il y milite au sein de l’association de quartier ASAD, dans une amicale des locataires de La Courneuve, ainsi que dans l’ONG Go Gambia. En 2020, il cofonde l’organisation politique La Seine-Saint-Denis au cœur ! En mai 2024, il proteste contre la réalisation d'une liaison cyclable entre La Courneuve et Bobigny le long de la route départementale 986, le vice-président du Département Corentin Duprey expliquant l'orientation de rendre toutes les voies départementales cyclables afin de réduire la pollution et que la pratique du vélo augmente dans toute la Seine-Saint-Denis.

### Candidat «Seine-Saint-Denis au cœur» aux départementales et aux législatives (2021-2022)
En 2021, il est candidat aux élections départementales de la Seine-Saint-Denis dans le canton de La Courneuve, où il obtient 31,26% des voix au second tour. La Seine-Saint-Denis au cœur se présente alors dans trois cantons.
En 2022, il se présente aux législatives sous la bannière de son collectif, et réunit 8,7% des voix au premier tour dans la quatrième circonscription de la Seine-Saint-Denis (La Courneuve-Stains-Le Blanc-Mesnil). Aux élections européennes de 2024, le collectif La Seine-Saint-Denis au cœur s'associe à La France insoumise, dont la liste obtient 58,12% des voix à La Courneuve.

### Candidat puis député Insoumis (depuis 2024)
Il est investi par la direction nationale de La France insoumise dans la cinquième circonscription (Bobigny-Drancy-Le Bourget) lors des législatives anticipées de juin et juillet 2024 pour représenter le Nouveau Front populaire. Il s'oppose alors à la députée sortante LFI Raquel Garrido, celle-ci faisant partie des députés sortants écartés par leur parti car identifiés comme critiques de la direction. Raquel Garrido critique virulemment cette investiture, et qualifie Diouara de « pseudo insoumis » et en mettant en avant le fait qu'il travaille à la mairie de Drancy, tenue par l'UDI. Celle-ci se désiste néanmoins en sa faveur après être arrivé troisième au premier tour.
La candidature d'Aly Diouara fait l'objet de vives critiques dans plusieurs médias : on lui reproche notamment d'avoir qualifié Raphaël Glucksmann de « candidat sioniste », d'avoir tenu des propos ciblant des personnalités issues de la communauté juive, et d'avoir soutenu Hassan Iquioussen, ainsi que des tweets jugés hostiles aux syndicats, notamment la CGT ,,,. Pour la journaliste d'Arrêt sur images Élodie Safaris, Aly Diouara « fait l'objet d'un traitement médiatique à charge» parce qu'il est racisé ».
Le 7 juillet 2024, Aly Diouara est élu député de la Seine-Saint-Denis par 60,55 % au second tour contre la maire UDI de Drancy, Aude Lagarde,. Immédiatement, Raquel Garrido, ainsi qu'une proche d'Aude Lagarde déposent un recours contre son élection, estimant qu'il est chef du service du centre de ressources associatives à la mairie de Drancy, en contradiction avec l'article L-132 du code électoral. Le 24 janvier 2025, le Conseil constitutionnel valide définitivement l'élection du député, en contredisant les conclusions que la Commission nationale des comptes de campagne avait tirées quelques mois plus tôt. Le député affirme alors que cette décision le conforte dans le sentiment d'avoir été visé par « une cabale politique, institutionnelle et médiatique, ».
À l'Assemblée, il siège à la Commission des affaires culturelles et de l'éducation. Il est également président du groupe d'amitié France-Gambie, et vice-président des groupes d'amitiés France-Comores et Fance-Sri Lanka-Maldives, et s'engage au sein du groupe d'études consacré à l'autisme.
En août 2024, le député porte plainte pour cyberharcèlement et menaces de mort. Selon l'avocate d'Aly Diouara, celui-ci fait l'objet d'« attaques personnelles, empreintes de racisme et d'islamophobie, [qui] dépassent le cadre de la critique légitime que tout politique peut recevoir dans l'exercice de ses fonctions.»
Selon Le Monde, Aly Diouara s'est senti « menacé » par l'attitude de policiers lors d'un contrôle de jeunes, le 26 février 2025. Il assure que les jeunes ont fait l'objet d'un « contrôle au faciès » et qu'il a subi une intimidation au taser pour avoir  « eu le malheur d'invoquer le respect des droits » de ces jeunes. En réponse aux publications d'Aly Diouara, le préfet de police de Paris, Laurent Nuñez, dit « apporter (son) plein soutien aux fonctionnaires de police qui n’ont fait qu’accomplir leur mission, dans le cadre des lois de la République ».
Il est depuis son élection régulièrement la cible d'insultes racistes et de menaces.

## Controverses

### Accusations d'antisémitisme
Dans le cadre de la campagne des élections législatives de 2024, Aly Diouara a fait l'objet de plusieurs accusations d'antisémitisme dans la presse. Le Figaro et Libération notamment  évoquent  un tweet jugé antisémite du 12 mai 2024 dans lequel il qualifiait la tête de liste Place publique-PS Raphaël Glucksmann de « candidat sioniste »  , et plus précisément de « candidat sioniste de la droite libérale de gôche». France Info note qu'il a « cibl[é] plusieurs personnalités de gauche issues de la communauté juive » et qu'il fait régulièrement référence à Israël et aux Juifs. En effet, dans une vidéo qu'il diffuse peu après sur Twitter (X) durant la campagne des élections européennes de 2024, il appelle à « dégager » spécifiquement trois candidats : Raphaël Glucksmann, François Kalfon et Emma Rafowicz, qu'il accuse d'être « complices du génocide »,, « au mépris », selon le journal Marianne, « du discours de la candidate et du Parti socialiste sur la question ». Ces candidats étant les seuls visés de la liste Parti socialiste-Place publique, et tous trois ayant des noms à consonance juive, il est accusé d'antisémitisme.
Diouara se défend de l’antisémitisme qu’on lui prête et qu'on prête de manière plus générale aux quartiers populaires. Il explique qu’à la Cité des 4000, là où il a grandi : «il n’y a jamais eu de soucis avec la synagogue, ni avec la mosquée ou l’église d’ailleurs.» Selon lui, « dire de Glucksman qu’il est sioniste est un propos politique et non antisémite comme on essaie de le faire croire ». Pour lui, « ces accusations sont aussi le fruit d’une volonté de faire taire la parole et l’expression des quartiers populaires qu'[il] peu[t] également incarner». Le 18 juin 2024, le candidat publie un communiqué de presse pour contester les accusations d'antisémitisme. Il s'y dit victime d'une « vague de propos diffamatoires dans la presse écrite, audiovisuelle et sur les réseaux sociaux» et affirme que son « premier combat est et restera contre toutes les formes de racisme.»
Quelques jours après que le député Jérôme Guedj a été pris à partie dans un hommage rendu à Aboubakar Cissé le 28 avril 2025, poignardé dans la mosquée de La Grand-Combe (Gard), par des manifestants lui criant : «« Dégage ! »,« sioniste ! »,« fils de pute !  », puis que les socialistes dont Jérôme Guedj ont été molestés lors de la manifestation parisienne du 1er-Mai, Aly Diouara l'attaque sur X : : « J’ignorais que Guedj était un travailleur tant il occupe l’espace médiatique du 1er-Mai traditionnellement réservé aux travailleuses et travailleurs qui souffrent de leur labeur. Invisibiliser cette date à des fins d’instrumentalisation de l’antisémitisme est dégueulasse ». Deux jours après ce meurtre, Aly Diouara avait déjà accusé la maire communiste de La Grande-Combe, d’incarner « l’islamophobie d’État » ». Le recteur de la mosquée de Nîmes a dénoncé une récupération politique. La manifestation en soutien à la famille a rassemblé des élus de la majorité municipale, la maire lui apportant son soutien mais ne peut y participer retenue par une réunion avec le procureur et le préfet lors de la visite du ministre de l'intérieur à Alès
Selon Le Point, Aly Diouara  assume de tenir « un discours identitaire et racialiste.» Hugues Maillot, journaliste au Figaro reproche à Aly Dioura d'avoir apporté, à plusieurs reprises à l'été 2022, son soutien à l’imam Hassan Iquioussen, d'obédience frériste, dont la France refusait de renouveler le titre de séjour pour des discours jugés « haineux envers les valeurs de la République, dont la laïcité » et « l'égalité entre les femmes et les hommes » ainsi que le développement de thèses « antisémites » et « complotistes autour de l'islamophobie ».

### Controverse avec la CGT
Aly Dioura a tenu des propos polémiques au sujet de la CGT. Il a notamment affirmé qu'elle était l'« organisation syndicale la plus corrompue et la plus sectaire qu’il [lui] a été donné d’observer». Il s'était en effet indigné des « excédents cumulés par l’union locale CGT » dénonçant « un véritable trésor de guerre abondé par les subventions de la majorité socialo-communiste NUPES de La Courneuve », allant jusqu'à demander « à qui sert ce pactole??? ». Le 23 septembre 2024, il réagit à des propos tenus la veille par Sophie Binet, secrétaire générale de la CGT. Cette dernière s'est prononcée contre la loi asile et immigration, en dénonçant une loi qui reprend une partie des propositions du Rassemblement national, et en ajoutant que l'immigration constitue un atout économique pour la France. C'est ce dernier argument qui provoque la colère du député, dans la mesure où il ferait « de l’immigré une vulgaire variable d’ajustement économique, un agrégat ». Il dénonce « ce genre de discours qui croit rendre service à une cause et qui en réalité poursuit et alimente le dessein des réactionnaires et des racistes en tous genres », alors que Sophie Binet appelle dans ce même extrait à « une égalité entre les travailleurs », afin que les « immigrés aient les mêmes droits que les travailleurs français ». Il est dès lors considéré comme proche des positions du militant de Révolution permanente Anasse Kazib. Ainsi qualifie-t-il la ligne du Parti communiste français (PCF) sur l'immigration –  d’« intégration assimilationniste, répressive et raciste ». Il dénonce ainsi un « corporatisme de gauche (qui )est avant toute chose, un corporatisme blanc ».

## Résultats électoraux

### Élections législatives
| Année | Parti | Parti       | Circonscription            | 1er tour | 1er tour | 1er tour | 2d tour | 2d tour | 2d tour | Issue |
| Année | Parti | Parti       | Circonscription            | Voix     | %        | Rang     | Voix    | %       | Rang    | Issue |
| ----- | ----- | ----------- | -------------------------- | -------- | -------- | -------- | ------- | ------- | ------- | ----- |
| 2022  |       | SSDAC       | 4e de la Seine-Saint-Denis | 1 768    | 8,70     | 5e       |         |         |         | Battu |
| 2024  |       | SSDAC - LFI | 5e de la Seine-Saint-Denis | 12 141   | 33,10    | 1er      | 20 511  | 60,55   | 1er     | Élu   |

### Élections départementales
| Année | Parti | Parti  | Canton       | Binôme           | 1er tour | 1er tour | 1er tour | 2d tour | 2d tour | 2d tour | Issue |
| Année | Parti | Parti  | Canton       | Binôme           | Voix     | %        | Rang     | Voix    | %       | Rang    | Issue |
| ----- | ----- | ------ | ------------ | ---------------- | -------- | -------- | -------- | ------- | ------- | ------- | ----- |
| 2021  |       | Divers | La Courneuve | Mebrouka Hadjadj | 1 357    | 20,10    | 2e       | 2 154   | 31,26   | 2d      | Battu |